# Мождани живци
Мождани или лобањски живци (лат. nn. craniales) су део периферног нервног система, а чине их групе моторних, сензитивних и мешовитих нервних влакана који инервишу мишиће и жлезде. Називају се лобањским или кранијалним нервима јер излазе из мозга (тачније можданог стабла) и напуштају лобањску дупљу кроз коштане отворе, канале и пукотине. Постоји тринаест парова ових живаца, који се означавају нулом и римским бројевима (од I до XII). Њихови називи су одраз опште дистрибуције и функције.
Моторни лобањски живци (и -{) полазе од моторних једара у можданом стаблу и спроводе надражаје (сигнале) ка попречно-пругастим мишићима на периферији. Њихова влакна чине дуги аксонски продужеци или неурити нервних ћелија. Сензитивни или чулни лобањски живци (0,  и) преносе информације у супротном смеру, односно од чулних органа на периферији до ганглиона. Одатле полазе тзв. постганглијска влакна која се завршавају у одговарајућем можданом центру, тј. у сензитивним једрима можданог стабла. Трећу скупину чине мешовити живци (и) који садрже и моторна и сензитивна нервна влакна. Поједини кранијални нерви (и) садрже и парасимпатичка влакна која припадају аутономном нервном систему, а служе за инервацију глатке мускулатуре и жлезда.
Нервна влакна кранијалних живаца су подељена у пет функционалних група:
- општи соматски еферентни аксони који инервишу попречно-пругасте мишиће који нису настали од ембрионалних фарингеалних лукова,
- специјални висцерални еферентни аксони који инервишу попречно-пругасте мишиће који су настали од фарингеалних лукова,
- општа висцерална аферентна влакна која доносе чулне информације из висцералних органа,
- општа соматска аферентна влакна која доносе чулне информације из коже и слузокожних мембрана и
- специјална соматска и висцерална аферентна влакна која преносе посебне чулне информације, као што су мирис, укус, вид, слух и равнотежа.

| Ознака | Назив живца           | Главне функције |
| ------ | --------------------- | --- |
| 0      | Крајњи живац          | Соматичко-сензитивни део влакана инервише слузокожу носне дупље и вомероназалних органа, а висцерално-моторни инервишу њихове крвне судове. |
|        | Мирисни живци         | Преносе осећај мириса из слузокоже горњег дела носне дупље, горњег дела носне преграде и горњих носних шкољки. |
|        | Видни живац           | Преноси визуелне информације из мрежњаче ока. |
|        | Живац покретач ока    | Инервише горњи, доњи и унутрашњи прави мишић, доњи коси мишић, мишић подизач горњег очног капка, мишић сфинктер зенице и цилијарни мишић. |
|        | Трохлеарни живац      | Инервише горњи коси мишић. |
|        | Трограни живац        | Састоји се од офталмичког (), горњовиличног () и доњовиличног живца (), а служи за пријем сензорних информација из подручја лица и инервацију мастикаторне мускулатуре. |
|        | Живац одводилац       | Инервише спољашњи прави мишић. |
|        | Живац лица            | Инервише мимичну мускулатуру и мишић узенгије, прима чулне информације из предње 2/3 језика и обезбеђује секретомоторну инервацију за сузне и пљувачне жлезде (осим паротидне). |
|        | Тремно-пужни живац    | Преноси звучне утиске и осећај равнотеже и оријентације у простору. |
|        | Језично-ждрелни живац | Инервише стилофарингеални мишић, прима чулне информације из задње трећине језика и обезбеђује секретомоторну инервацију за паротидну жлезду. |
|        | Живац луталац         | Инервише мускулатуру ждрела, гркљана, меког непца и једњака, глатку мускулатуру душника, плућа и дигестивног тракта, срчани мишић, контролише мишиће задужене за стварање гласа и резонанције, пружа парасимпатичка влакна за већину грудних и трбушних органа, прима чулне информације из разних структура итд. |
|        | Помоћни живац         | Спољашња грана живца инервише стерноклеидомастоидни и трапезасти мишић, док унутрашња грана улази у састав претходног нерва. |
|        | Подјезични живац      | Инервише језичну мускулатуру и гениохиоидни мишић. |